# 사이버 문화

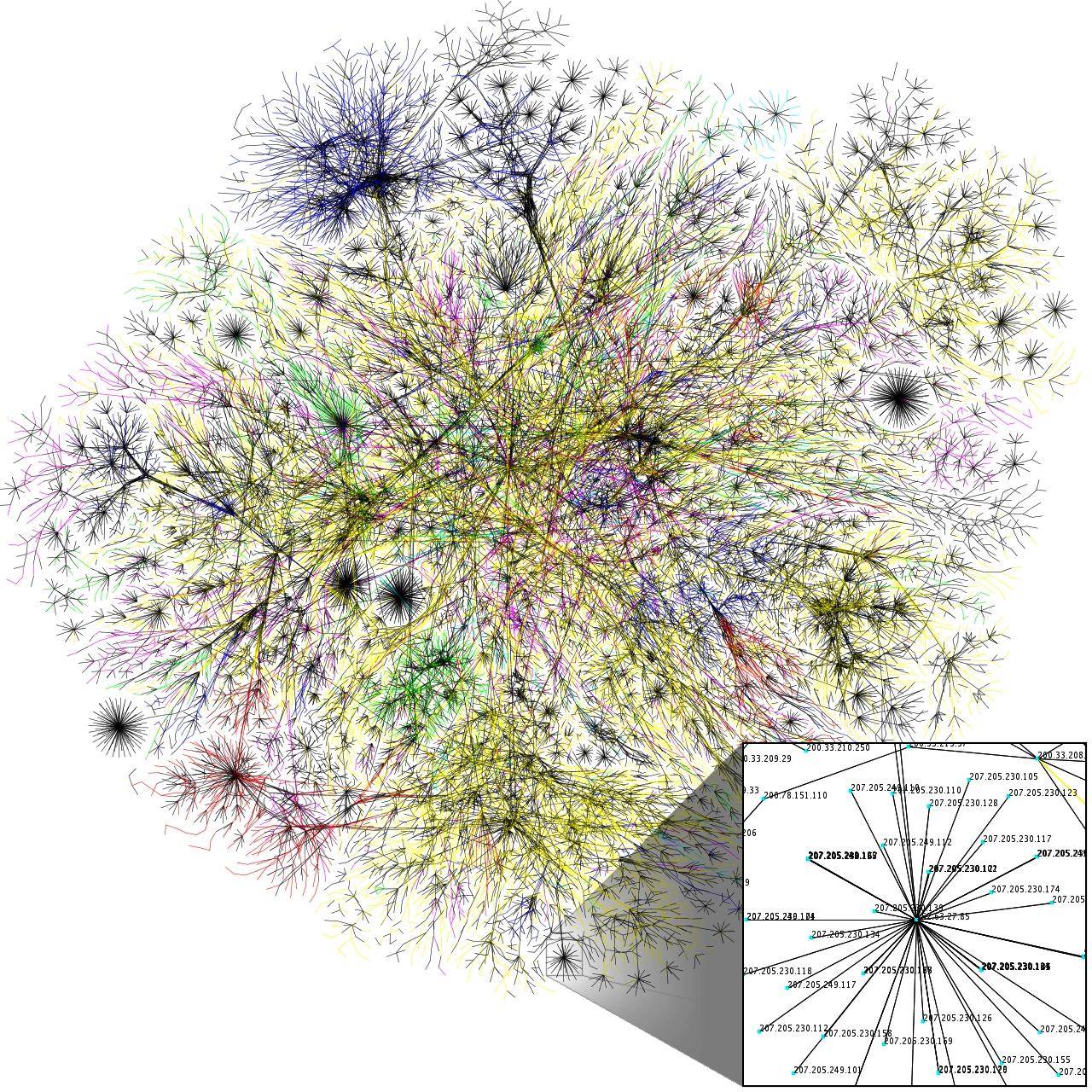

인터넷 문화( - 文化, 영어: internet culture) 또는 사이버컬처(영어: cyberculture)는 통신, 엔터테인먼트, 비즈니스를 위한 컴퓨터들을 이용하는 문화이다.

## 같이 보기
- 기술
- 정보이론